# August-Bebel-Straße 1, 3, Kirchplatz 1, 4, 5, Martin-Luther-Straße 1, 2, 4

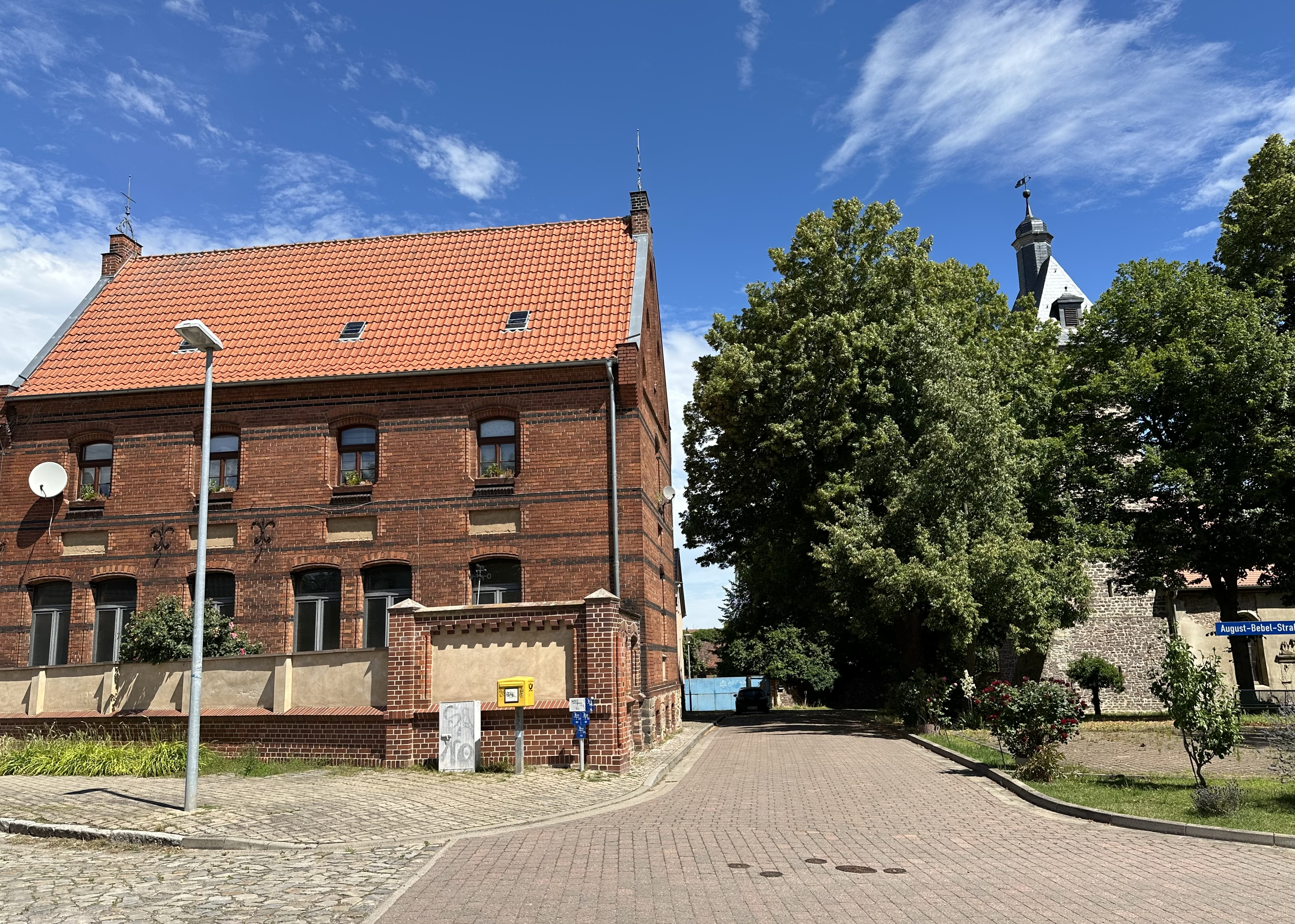
Ortskern Schnarsleben im Jahr 2024

August-Bebel-Straße 1, 3, Kirchplatz 1, 4, 5, Martin-Luther-Straße 1, 2, 4 ist ein denkmalgeschützter Straßenzug in der Gemeinde Hohe Börde in Sachsen-Anhalt.

## Lage
Der Straßenzug befindet sich im Zentrum des Ortsteils Schnarsleben und umfasst den Ortskern, der sich um einen platzartigen Raum erstreckt, der von mehreren einmündenden Straßen gebildet wird. Zum Denkmalbereich gehört auch das als einzelnes Baudenkmal ausgewiesene Wohnhaus August-Bebel-Straße 1.

## Architektur und Geschichte
Der Denkmalbereich umfasst den alten Ortskern von Schnarsleben. Das Ensemble gilt als städtebaulich intakt und umfasst die Kirche, das Pfarrhaus, die Schule, den Gasthof Zum Adler und mehrere Wohnhausbauten. Die Gebäude entstanden im 19. Jahrhundert in unterschiedlichen Bauweisen. So bestehen sowohl Fachwerkbauten als auch Putz- und Ziegelgebäude.
Im Denkmalverzeichnis des Landes Sachsen-Anhalt ist der Ortskern unter der Erfassungsnummer 094 76184 als Denkmalbereich eingetragen.